# Brahim Asloum
Brahim Asloum (arabisch إبراهيم اسلوم; * 31. Januar 1979 in Bourgoin-Jallieu, Frankreich) ist ein ehemaliger französischer Boxer. Als Amateur gewann er bei den Olympischen Spielen 2000 die Goldmedaille im Halbfliegengewicht. Als Profi wurde er am 8. Dezember 2007 WBA-Weltmeister im Halbfliegengewicht.
Sein jüngerer Bruder Rédouane Asloum war ebenfalls Boxer und Teilnehmer der Olympischen Spiele 2004.

## Amateur
Brahim Asloum wurde 1999 Französischer Vizemeister, gewann das Trofeo Italia Tournament in Italien, unter anderem mit einem Sieg gegen Wachtang Dartschinjan und nahm an den Weltmeisterschaften 1999 in Houston teil, wo er Bogdan Dobrescu und Liborio Romero besiegte, ehe er im Viertelfinale gegen Brian Viloria knapp mit 3:4 ausschied.
Im November 1999 schied er bei der europäischen Olympiaqualifikation in Bukarest im Viertelfinale gegen Rafael Lozano aus, gewann jedoch im Dezember 1999 die europäische Olympiaqualifikation in Athen, wobei er sich gegen Ivanas Stapovičius, Rudolf Dydi und Ramazan Ballıoğlu durchgesetzt hatte.
2000 wurde er Französischer Meister durch einen Finalsieg gegen Ali Hallab und nahm an den Europameisterschaften in Tampere teil, wo er im Viertelfinale knapp mit 3:5 gegen Sergei Kasakow unterlag.
Bei den Olympischen Spielen 2000 in Sydney besiegte er Mohamed Rezkalla, Brian Viloria, Kim Ki-suk, Maikro Romero und Rafael Lozano, gewann damit die Goldmedaille und wurde damit der einzige französische Olympiasieger im Boxen zwischen 1936 und 2016.

## Profikarriere
Im Januar 2001 bestritt er seinen ersten Profikampf und seinen letzten im April 2009. Er wurde im Dezember 2002 Französischer Meister, im Juli 2003 WBA-Intercontinental-Champion und im November 2003 EBU-Europameister und WBO-Intercontinental-Champion. Er besiegte unter anderem Rodolfo Blanco, Juan Herrera, Zolile Mbityi, José López Bueno, Iván Pozo, Alexander Machmutow und Noel Arambulet.
Am 5. Dezember 2005 boxte er um den WBA-Weltmeistertitel im Fliegengewicht, verlor jedoch nach Punkten gegen Lorenzo Parra. 2006 gewann er unter anderem gegen seinen Olympiafinalgegner von 2000, Rafael Lozano und boxte am 10. März 2007 gegen Omar Andrés Narváez um den WBO-Weltmeistertitel im Fliegengewicht, verlor jedoch erneut nach Punkten.
Am 8. Dezember 2007 besiegte er Juan Carlos Reveco einstimmig nach Punkten und wurde WBA-Weltmeister im Halbfliegengewicht. Aufgrund von Unstimmigkeiten mit dem TV-Sender und Promoter Canal+, erklärte Asloum am 6. September 2009 seinen Rücktritt vom Boxsport, ohne seinen Titel verteidigt zu haben.

## Sonstiges
Im Film Der Boxer von Auschwitz verkörpert er den ehemaligen tunesisch-jüdischen Fliegengewichtsweltmeister von 1931/32 Victor Perez.